# Vela en los Juegos Suramericanos de Playa
La Vela en los Juegos Suramericanos de Playa tuvo su primera aparición en la edición de 2009.

## Ediciones
| Edición | Año  | Ciudad Sede    | País Sede |
| ------- | ---- | -------------- | --------- |
| I       | 2009 | Punta del Este | Uruguay   |
| II      | 2011 | Manta          | Ecuador   |
| III     | 2014 | Naiguatá       | Venezuela |
| IV      | 2019 | Rosario        | Argentina |

## 2009
La sede fue el Yacht Club Punta del Este (Punta del Este), Uruguay. Fueron programadas 9 regatas durante 5 días, desde el miércoles 9 de diciembre de 2009, hasta el domingo 13 de diciembre de 2009, en la Bahía de Maldonado. Participaron las 15 naciones afiliadas a ODESUR y se compitió en dos clases de barco, uno de un solo tripulante y otro de dos tripulantes, tanto en categoría masculina como femenina:
| Categoría | Clase          | Modalidad   | Tripulación |
| --------- | -------------- | ----------- | ----------- |
| Masculino | Laser Standard | vela ligera | 1           |
| Masculino | Snipe          | vela ligera | 2           |
| Femenino  | Laser Radial   | vela ligera | 1           |
| Femenino  | Snipe          | vela ligera | 2           |

## 2011
La segunda edición, en 2011 tuvo su sede en el Manta Yacht Club (Manta), Ecuador, en las mismas modalidades que en la primera edición. 

## 2014
La tercera edición, en 2014 tuvo su sede en el Club Puerto Azul (Naiguatá), Venezuela, y se ampliaron las modalidades de competición, pasando a ser las siguientes:
| Categoría | Clase          | Modalidad   | Tripulación |
| --------- | -------------- | ----------- | ----------- |
| Masculino | Laser Standard | vela ligera | 1           |
| Masculino | Sunfish        | vela ligera | 1           |
| Masculino | RS:X           | windsurf    | 1           |
| Femenino  | Laser Radial   | vela ligera | 1           |
| Femenino  | Sunfish        | vela ligera | 1           |
| Femenino  | RS:X           | windsurf    | 1           |
| Open      | Snipe          | vela ligera | 2           |
| Open      | Nacra 17       | multicasco  | 2           |

## 2019
La cuarta edición, en 2019 se realizó con base en el Yacht Club Rosario y el Club de Velas de Rosario, utilizando como centro de operaciones el Yacht Club Rosario. Las sedes deportivas fueron la “Laguna El Saco” y “El Embudo”, entre el 14 y el 23 de marzo de 2019. Se eliminó la modalidad open y la clase Nacra 17. Las 7 competiciones fueron:
| Categoría | Clase          | Modalidad   | Tripulación |
| --------- | -------------- | ----------- | ----------- |
| Masculino | Laser Standard | vela ligera | 1           |
| Masculino | Sunfish        | vela ligera | 1           |
| Masculino | RS:X           | windsurf    | 1           |
| Femenino  | Laser Radial   | vela ligera | 1           |
| Femenino  | Sunfish        | vela ligera | 1           |
| Femenino  | RS:X           | windsurf    | 1           |
| Mixto     | Snipe          | vela ligera | 2           |